# Theodor Hordt
Theodor Josef svobodný pán Hordt (19. března 1861 Pardubice – 9. února 1921 Praha) byl rakousko-uherský generál. V c. k. armádě sloužil od roku 1880, u různých posádek strávil několik let v Čechách a na Moravě, uplatnil se také jako diplomat a štábní důstojník. Za první světové války bojoval na východní frontě a v Itálii, nakonec byl vojenským guvernérem v Temešváru a velitelem vojenské oblasti východních Uhrách. V roce 1917 dosáhl hodnosti generála pěchoty (1917) a získal šlechtický titul barona (1918). Po rozpadu monarchie byl penzionován, ale jako rodákovi z Čech mu byla přiznána hodnost generála ve výslužbě v československé armádě.

## Životopis

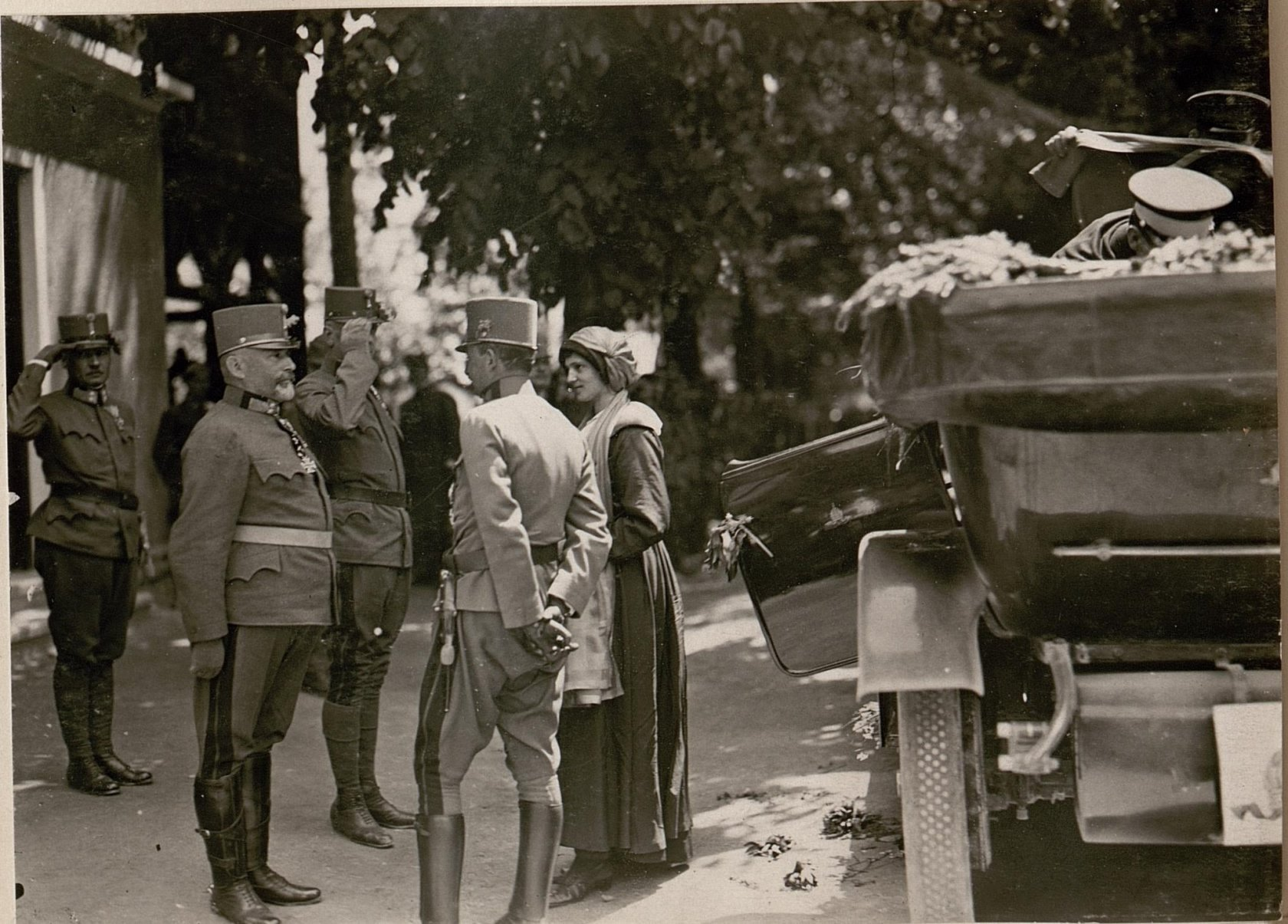
Císař Karel I. s manželkou Zitou na inspekční cestě na frontě, vlevo je vítá generál Theodor Hordt

Narodil se v Pardubicích jako syn úředníka Theodora Hordta a jeho manželky Marie, rozené Stumpfové. Vojenskou průpravu získal na kadetní škole v Praze (1876–1879) a do armády vstoupil v roce 1880 jako poručík. Později si doplnil vzdělání na Válečné škole (K.u.k. Kriegschule) ve Vídni (1886–1888) a v hodnosti nadporučíka (1886) byl zařazen do sboru důstojníků generálního štábu, zároveň sloužil u 30. pěšího pluku ve Lvově. Postupoval v hodnostech (kapitán 1892, major 1896), sloužil u 19. praporu polních myslivců, poté vystřídal službu u různých posádek v Salzburgu, Komárně a Mostaru. V letech 1893–1896 působil jako vojenský atašé na rakousko-uherském velvyslanectví v Petrohradě. V roce 1903 byl povýšen na podplukovníka a zařazen k armádnímu sboru do Prahy, kde byl od roku 1905 zástupcem velitele 88. pěšího pluku. Jako plukovník (1905) byl přeložen do Tridentu a od roku 1906 byl velitelem pěšího pluku č. 65 v Miskolci.

### První světová válka

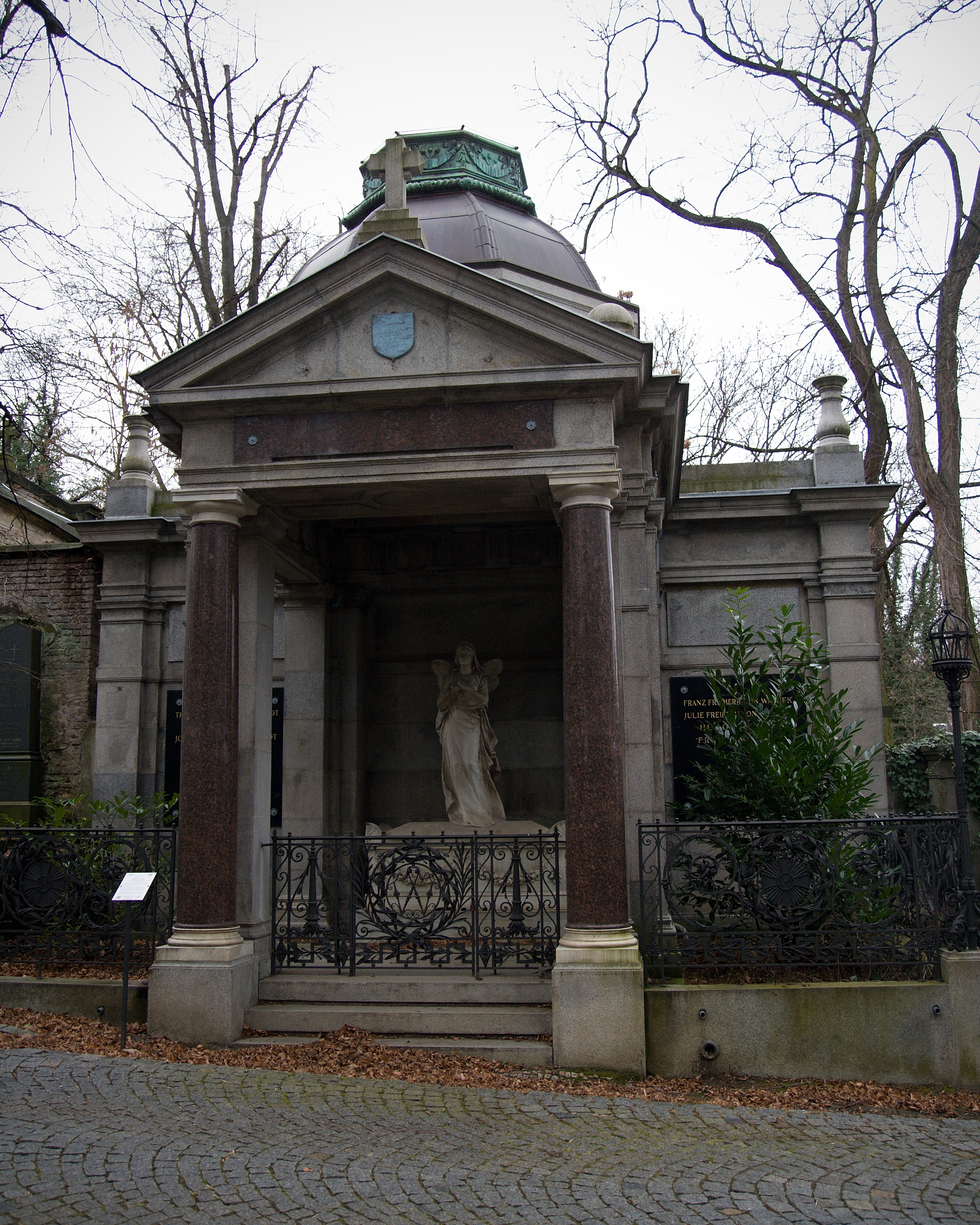
Hrobka rodiny Waldeků na Olšanských hřbitovech

V roce 1910 dosáhl hodnosti generálmajora a převzal velení 7. pěší brigády ve Znojmě, od roku 1913 velel 10. pěší divizi v Josefově. K datu 1. května 1914 byl povýšen na polního podmaršála a na začátku první světové války byl se svou pěší divizí zařazen do 9. armádního sboru generála Hortsteina, který bojoval v Haliči (bitva u Komarówa). V létě 1915 převzal velení 33. pěší divize a v rámci 2. armády nadále bojoval na východní frontě. Během Brusilovovy ofenzívy se stal velitelem 4. armádního sboru (červenec 1916). V srpnu 1917 dosáhl hodnosti generála pěchoty a se svým sborem (pod názvem skupina Hordt) byl přeložen k 10. armádě na italskou frontu, kde bojoval v bitvě u Caporetta.
Z Itálie byl v listopadu 1917 převelen do Sedmihradska a byl jmenován vojenským guvernérem v Sibiu. Nakonec byl od září 1918 vojenským guvernérem v Temešváru, souběžně velel vojenskému okruhu ve východních Uhrách. K datu 1. ledna 1919 byl penzionován a byla mu přiznána hodnost generála III. třídy ve výslužbě v československé armádě s nárokem na penzi. Závěr života strávil v Praze, kde zemřel v únoru 1921 ve věku nedožitých šedesáti let.

## Tituly a ocenění
Během vojenské služby obdržel řadu ocenění. Byl nositelem Řádu železné koruny I. třídy s válečnou dekorací (1916), rytířem Leopoldova řádu s válečnou dekorací (1917), dále držitelem Vojenského záslužného kříže a Vojenské záslužné medaile. Za první světové války získal ocenění také od Mezinárodního červeného kříže. V zahraničí byl nositelem ruského Řádu sv. Stanislava II. třídy (1895) a Řádu sv. Anny II. třídy (1896). Dále získal pruský Řád koruny III. třídy (1896) a za první světové války se stal nositelem německého Železného kříže I. třídy (1917). V roce 1916 byl povýšen do šlechtického stavu a v roce 1918 získal titul barona. V srpnu 1918 byl jmenován c. k. tajným radou s nárokem na oslovení Excelence.
V roce 1904 se v Praze oženil s Josefínou Waldekovou (1864–1934), dcerou významného průmyslníka Františka Waldeka a vdovou po Vincencu Daňkovi z Esse (1858–1895), který pocházel také z vlivné podnikatelské rodiny. Díky příbuzenskému spojení s předními podnikatelskými rodinami se Theodor Hordt angažoval také ve vedení průmyslových podniků a byl členem představenstva 1. Böhmische Zuckerfabrik AG. Josefína měla z prvního manželství dva syny, Vincence Daňka z Esse (1887–1962), majitele velkostatku Líšno, a Oskara Daňka z Esse (*1893), majitele velkostatku Tloskov. Manželství s Theodorem Hordtem zůstalo bez potomstva. Oba manželé jsou pohřbeni v rodové hrobce Waldeků na Olšanských hřbitovech (VII. oddělení).